# Cratichneumon pallitarsis
Cratichneumon pallitarsis är en stekelart som först beskrevs av Thomson 1887.  Cratichneumon pallitarsis ingår i släktet Cratichneumon och familjen brokparasitsteklar. Arten är reproducerande i Sverige. Inga underarter finns listade i Catalogue of Life.